# سون ون
سون ون (به چینی: 孙雯 ؛زادهٔ ۶ آوریل ۱۹۷۳ در شانگهای) یکی از فوتبالیست های بازنشستهٔ و کاپیتان پیشین تیم ملی فوتبال زنان چین و آتلانتا بیت در لیگ دابلیو یو اس ای ایالات متحده آمریکا است.وی در سال ۲۰۰۰ در کنار میشل ایکرز به عنوان بازیکن زن قرن فیفا شناخته شد.سون برندهٔ هر دو جایزهٔ توپ طلایی(به عنوان بهترین بازیکن) و کفش طلایی(به عنوان بهترین گلزن) به دلیل عملکرد مثبتش در جام جهانی فوتبال زنان ۱۹۹۹ شد.او به عنوان یکی از بهترین بازیکنان زن تمامی ادوار شناخته می شود.او در سال های ۲۰۰۱ و ۲۰۰۲ به عنوان یکی از تامزدهای کسب جایزهٔ بازیکن سال فوتبال جهان بود و در هر دو سال سوم شد.

## اوایل زندگی
سون که به زبان ماندارین به معنای "زن دوست داشتنی" است.بازی فوتبال را از سن ده سالگی آغاز کرد.پدرش زونگ گائو که فوتبال را به صورت تفریحی دنبال میکرد وی را با خود به مسابقات لیگ مردان میبرد.سون پدرش را دلیلی برای ورود خود به ورزش می داند.
سون ون در رشتهٔ ادبیات چینی دانشگاه شانگهای تحصیل کرده است.